# Ветіш
Ветіш (рум. Vetiș) — село у повіті Сату-Маре в Румунії. Адміністративний центр комуни Ветіш.
Село розташоване на відстані 452 км на північний захід від Бухареста, 8 км на захід від Сату-Маре, 129 км на північний захід від Клуж-Напоки.

## Населення
За даними перепису населення 2002 року у селі проживали 1834 особи.
Національний склад населення села:
| Національність | Кількість осіб | Відсоток |
| -------------- | -------------- | -------- |
| румуни         | 935            | 51,0%    |
| угорці         | 791            | 43,1%    |
| цигани         | 91             | 5,0%     |
| українці       | 13             | 0,7%     |

Рідною мовою назвали:
| Мова       | Кількість осіб | Відсоток |
| ---------- | -------------- | -------- |
| угорська   | 1206           | 65,8%    |
| румунська  | 620            | 33,8%    |
| українська | 5              | 0,3%     |